# Choiroblemma rhinoxunum
Choiroblemma rhinoxunum is een spinnensoort in de taxonomische indeling van de Tetrablemmidae.
Het dier behoort tot het geslacht Choiroblemma. De wetenschappelijke naam van de soort werd voor het eerst geldig gepubliceerd in 1980 door Bourne.